# Pasitos
I pasitos sono passi eseguiti in assolo in alcune forme di ballo, soprattutto nella salsa portoricana.
In genere nei classici balli di coppia si resta legati al partner per l'intera durata del ballo,
mentre nei balli caraibici e latino americani come: salsa, merengue, mambo, Cha Cha e così via, il cavaliere può decidere di lasciare la dama e interpretare la musica individualmente. 
Questo modo di esprimersi e di corteggiare il partner o la partner, assume il termine di pasitos.
È ovvio che la dama una volta lasciata libera inizierà anche lei questo gioco di passi i quali non saranno obbligatoriamente uguali a quelli del partner.
L'inizio e la fine dei pasitos non hanno una durata prestabilita in quanto quest'ultima varia a seconda del brano musicale che in genere viene interpretato a tempo, questo proprio perché una volta che il cavaliere decide di riprendere la dama deve ritrovare la sincronia giusta per poter proseguire il ballo in coppia.
Negli ultimi anni i pasitos sono diventati una vera caratteristica della salsa portoricana che rispetto alle altre danze si è sempre distinta grazie al suo stile "elegante" e di “classe”.
Quindi possiamo definirli parte fondamentale di essa in quanto consentono alla coppia di interpretare il ballo con totale libertà di movimento del corpo.